# Clemens XI.

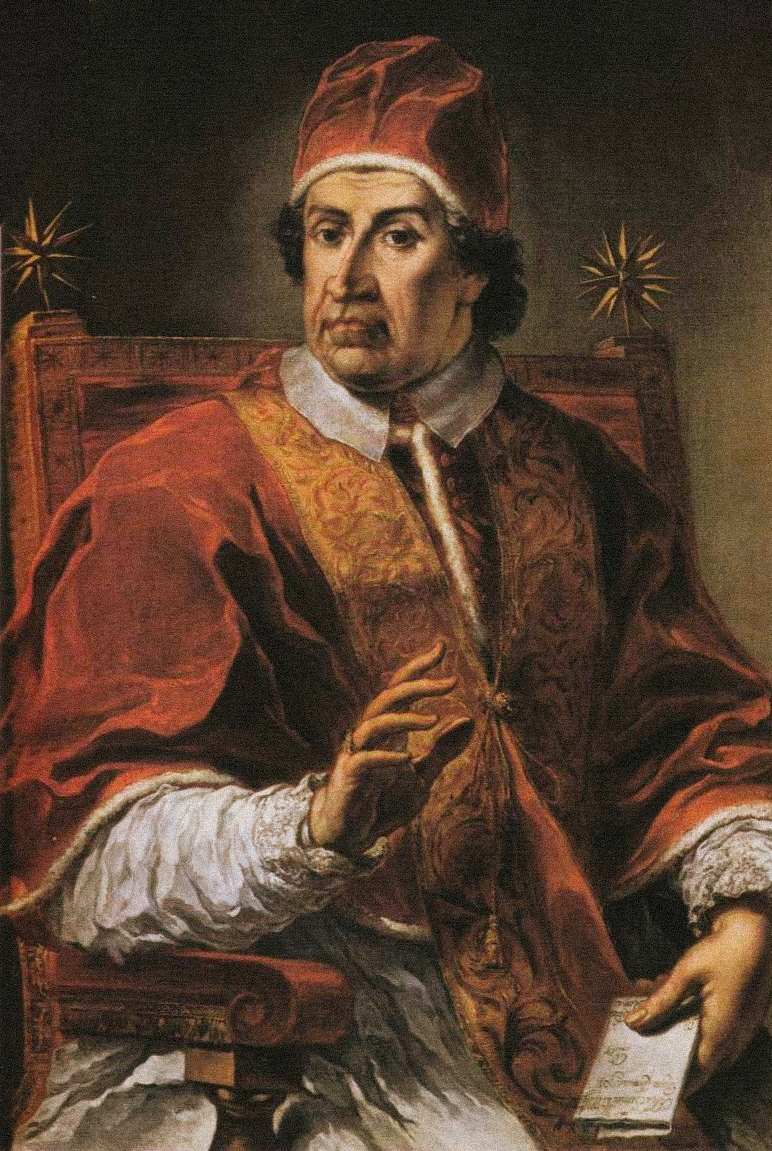
Clemens XI. (Pier Leone Ghezzi, 1708)

Wappen Clemens’ XI. (moderne Nachzeichnung)

Clemens XI. (* 23. Juli 1649 in Urbino, Kirchenstaat; † 19. März 1721 in Rom), mit bürgerlichem Namen Giovanni Francesco Albani, war von 1700 bis 1721 Papst der römisch-katholischen Kirche.

## Leben
Die Familie von Giovanni Francesco Albani stammte aus einer eingesessenen albanischen Minderheit in Italien, woher auch der Nachname rührte. Aus dieser Familie stammen weitere Kardinäle (Annibale Albani, Gian Francesco Albani und Giuseppe Albani).
Giovanni Francesco Albani studierte in Rom alte Sprachen und Rechtswissenschaften. Papst Innozenz XI. ernannte ihn zum Sekretär der Breven. Am 13. Februar 1690 wurde er von Papst Alexander VIII. zum Kardinaldiakon der Titelkirche Santa Maria in Aquiro erhoben. 1692 war er an der Formulierung der Bulle Romanum decet Pontificem, die den Nepotismus verurteilte, entscheidend beteiligt. Trotzdem ernannte er mit seinem Neffen Annibale Albani 1711 selbst einen Verwandten zum Kardinal.

## Pontifikat
Am 23. November 1700 wurde Albani zum neuen Papst gewählt. Er nannte sich nach dem Tagesheiligen, Clemens von Rom, wie das vor ihm unter anderem auch Papst Martin V. getan hatte.
Im spanischen Erbfolgekrieg zwischen Frankreich und Österreich vertrat er die Seite des französischen Königs Ludwig XIV., der seinem Enkel, Philipp V. von Bourbon, auf den spanischen Thron verholfen hatte.
Kaiser Joseph I. hatte 1706 Parma und Piacenza besetzen lassen. 1708 rückten die kaiserlichen Truppen in den Kirchenstaat ein (Comacchiokrieg) und näherten sich der Stadt Rom. Clemens XI. musste daraufhin am 15. Januar 1709 einen Vertrag mit Kaiser Joseph I. schließen. Darin verpflichtete er sich, Karl VI., den Bruder von Kaiser Joseph I., als rechtmäßigen König von Spanien anzuerkennen und ihm das Königreich Neapel als Lehen zu geben.

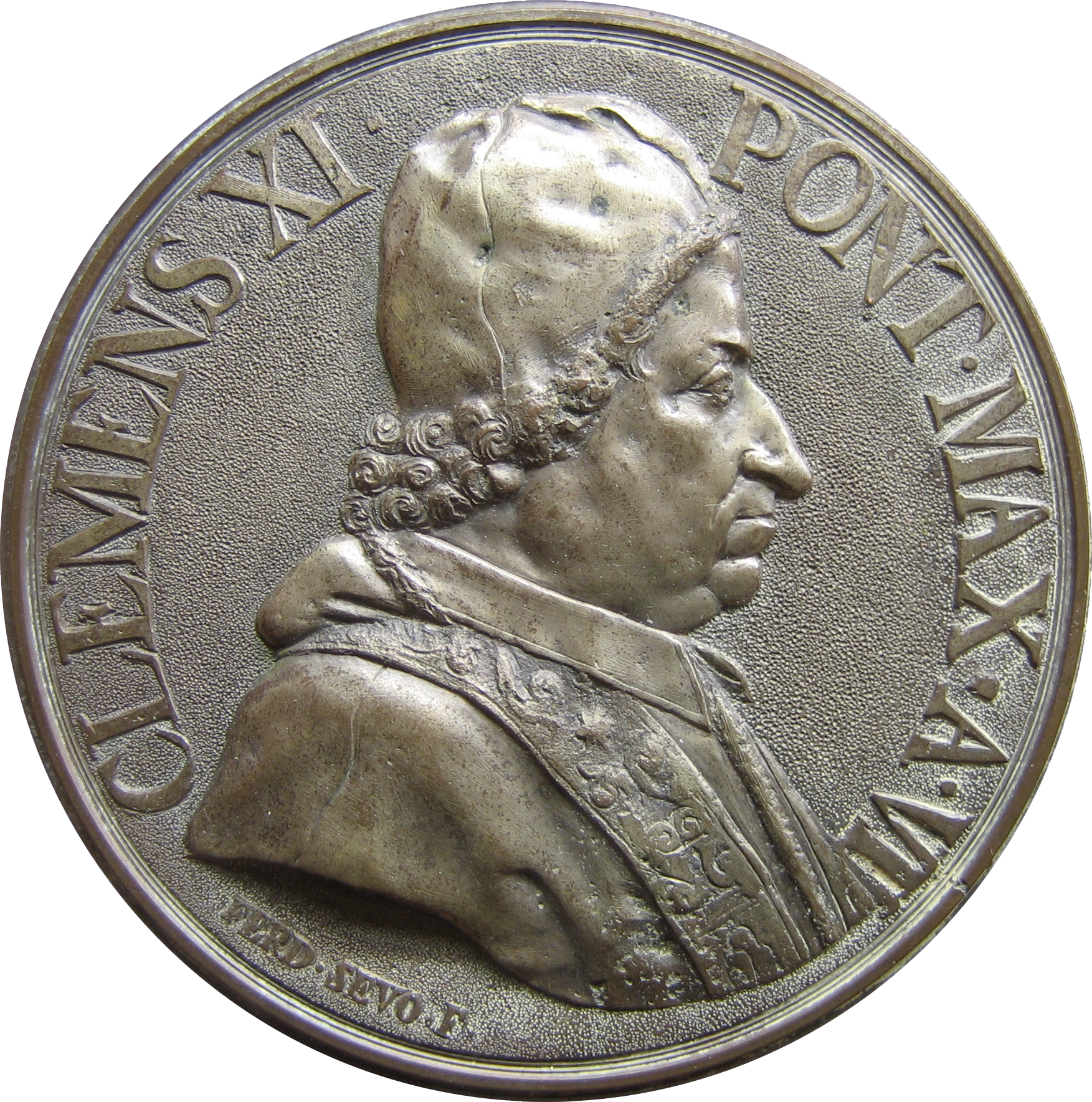
Clemens XI. auf einer versilberten Bronzemedaille von Ferdinando Sevo um 1706

Wie zu erwarten, brach Philipp V. darauf den Kontakt zu Clemens XI. ab. 1713/14 wurde der Rastatter Friede geschlossen, und Philipp blieb, nachdem er auf die französische Erbfolge für sich und seine Nachkommen verzichtet hatte, König von Spanien.
Ohne Rücksicht auf Clemens XI. zu nehmen, wurde im Frieden von Utrecht dem Herzog Viktor Amadeus II. von Savoyen das Königreich Sizilien zugesprochen. Dieses war jedoch seit über 500 Jahren ein päpstliches Lehen gewesen. Als dann Viktor Amadeus auch die kirchlichen Rechte des Königs von Sizilien beanspruchte, verhängte Clemens XI. das Interdikt über Sizilien. Ein Ende fand dieser Streit im Jahr 1720, als Habsburg das Königreich im Tausch gegen Sardinien erwarb.

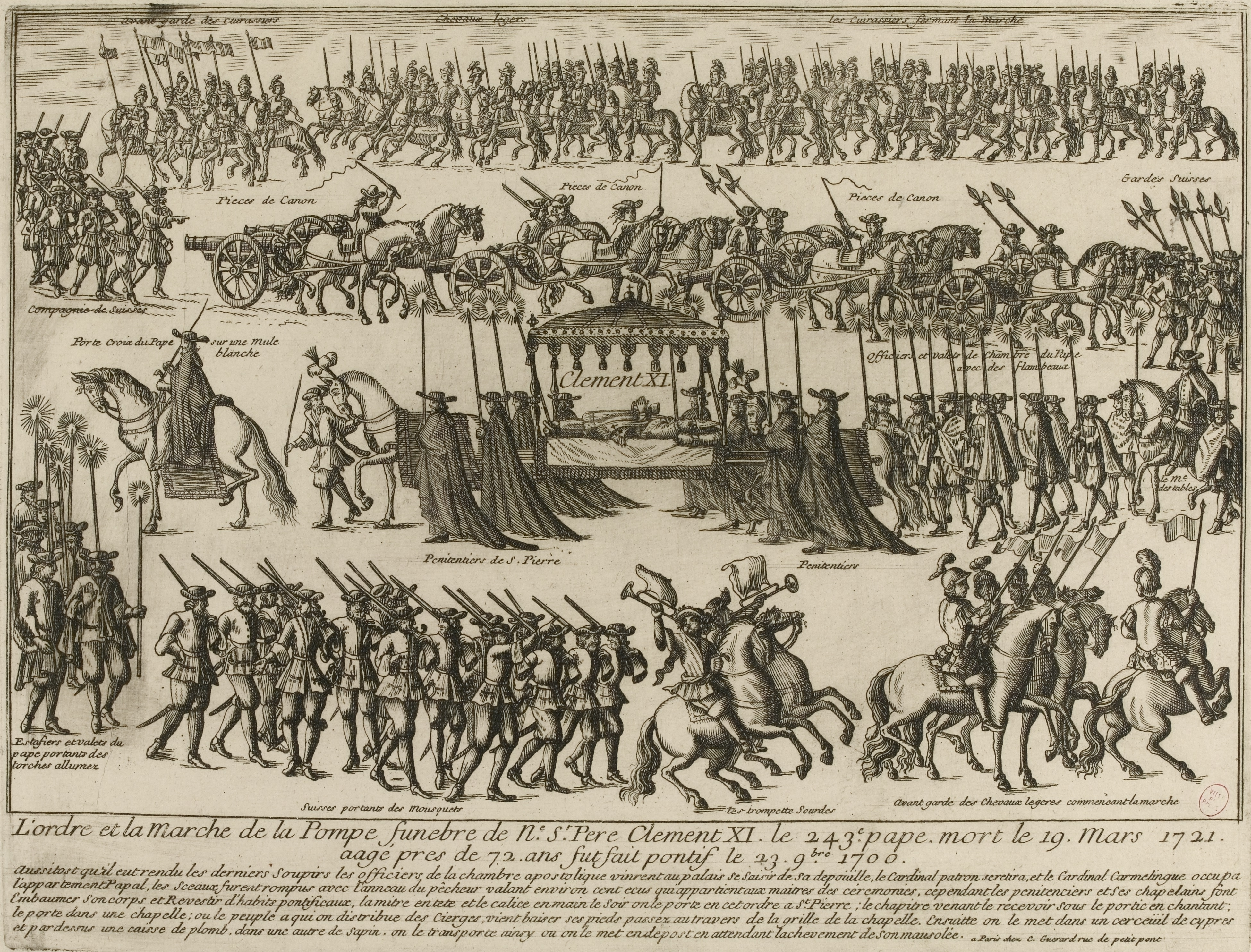
Die Beerdigungsprozession von Clemens XI. im Jahr 1721

Nachdem sich Kurfürst Friedrich III. von Brandenburg am 18. Januar 1701 in Königsberg selbst zum „König in Preußen“ hatte krönen lassen, erhob Clemens XI. dagegen Einspruch, da Preußen ehemaliges Deutschorden-Land war. Für ihn blieb Friedrich III. zeitlebens der Markgraf von Brandenburg.
Clemens XI. wurde auf eigenen Wunsch im Fußboden des Chores von St. Peter bestattet.
Im Jahr 1700 gründete Clemens XI. eine Kommission zur Überprüfung des Gregorianischen Kalenders. Anlässlich wissenschaftlicher Untersuchungen wurde deshalb in den Fußboden der Basilika Santa Maria degli Angeli ein Meridian eingearbeitet. Im Jahr 1701 gründete er die Accademia dei Nobili Ecclesiastici.